# Guatemala nos Jogos Olímpicos de Verão de 1968
Guatemala competiu  nos Jogos Olímpicos de Verão de 1968, realizados na Cidade do México, no México. 
Foi a segunda aparição do país nos Jogos Olímpicos, onde foi representado por 48 atletas, sendo 47 homens e uma mulher, que competiram em oito esportes.

## Competidores
Esta foi a participação por modalidade nesta edição:
| Esporte        | Masculino | Feminino | Total |
| -------------- | --------- | -------- | ----- |
| Atletismo      | 5         | 0        | 5     |
| Boxe           | 2         | 0        | 2     |
| Ciclismo       | 4         | 0        | 4     |
| Futebol        | 18        | 0        | 18    |
| Halterofilismo | 1         | 0        | 1     |
| Lutas          | 6         | 0        | 6     |
| Natação        | 2         | 1        | 3     |
| Tiro           | 9         | 0        | 9     |
| Total          | 47        | 1        | 48    |

## Desempenho

### Atletismo
Masculino
Eventos de pista
| Atleta              | Evento              | Eliminatórias | Eliminatórias | Semifinal   | Semifinal   | Final       | Final       | Ref.  |
| Atleta              | Evento              | Tempo         | Pos.          | Tempo       | Pos.        | Tempo       | Pos.        | Ref.  |
| ------------------- | ------------------- | ------------- | ------------- | ----------- | ----------- | ----------- | ----------- | ----- |
| Julio Quevedo       | 1500 m              | 4:03.13       | 9º/bat. 1     | Não avançou | Não avançou | Não avançou | Não avançou | [ 3 ] |
| Julio Quevedo       | 5000 m              | 15:23.03      | 9º/bat. 3     | —           | —           | Não avançou | Não avançou | [ 4 ] |
| Julio Quevedo       | 3000 m c/obstáculos | 9:48.37       | 12º/bat. 3    | —           | —           | Não avançou | Não avançou | [ 5 ] |
| Carlos Cuque        | Maratona            | —             | —             | —           | —           | 2:45:20.4   | 39º         | [ 6 ] |
| Fulgencio Hernández | Maratona            | —             | —             | —           | —           | 3:00:40.2   | 52º         | [ 6 ] |
| Julio Ortiz         | 20 km marcha        | —             | —             | —           | —           | 1:54:48     | 28º         | [ 7 ] |

Eventos de campo
| Atleta           | Evento          | Eliminatórias | Eliminatórias | Final       | Final       | Ref.  |
| Atleta           | Evento          | Marca         | Pos.          | Marca       | Pos.        | Ref.  |
| ---------------- | --------------- | ------------- | ------------- | ----------- | ----------- | ----- |
| Teodoro Palacios | Salto em altura | 2.06          | =22º          | Não avançou | Não avançou | [ 8 ] |

### Boxe
| Atleta         | Evento     | Fase de 64           | Fase de 32           | Oitavas de final     | Quartas de final     | Semifinal            | Final                | Final       | Ref.   |
| Atleta         | Evento     | Adversário Resultado | Adversário Resultado | Adversário Resultado | Adversário Resultado | Adversário Resultado | Adversário Resultado | Pos.        | Ref.   |
| -------------- | ---------- | -------------------- | -------------------- | -------------------- | -------------------- | -------------------- | -------------------- | ----------- | ------ |
| Mario Mendoza  | Galo       | KOR Jang S-g D 0–5   | Não avançou          | Não avançou          | Não avançou          | Não avançou          | Não avançou          | Não avançou | [ 9 ]  |
| Eugenio Boches | Supermédio | —                    | —                    | URU Benítez D 0–5    | Não avançou          | Não avançou          | Não avançou          | Não avançou | [ 10 ] |

### Ciclismo de estrada
Masculino
| Atleta                                                       | Evento                     | Tempo      | Pos. | Ref.   |
| ------------------------------------------------------------ | -------------------------- | ---------- | ---- | ------ |
| Saturnino Rustrián                                           | Corrida individual         | 4:46:13.03 | 22º  | [ 11 ] |
| Evaristo Oliva                                               | Corrida individual         | 4:57:07.48 | 48º  | [ 11 ] |
| Jorge Inés                                                   | Corrida individual         | 4:57:07.92 | 49º  | [ 11 ] |
| Francisco Cuque                                              | Corrida individual         | DNF        | DNF  | [ 11 ] |
| Evaristo Oliva Francisco Cuque Jorge Inés Saturnino Rustrián | Contrarrelógio por equipes | 2:24:20.77 | 21º  | [ 12 ] |

### Futebol
| Fase preliminar          | Fase preliminar      | Fase preliminar      | Fase preliminar | Quartas de final     | Semifinal            | Final                | Final | Ref.   |
| Adversário Resultado     | Adversário Resultado | Adversário Resultado | Pos.            | Adversário Resultado | Adversário Resultado | Adversário Resultado | Pos.  | Ref.   |
| ------------------------ | -------------------- | -------------------- | --------------- | -------------------- | -------------------- | -------------------- | ----- | ------ |
| TCH Checoslováquia V 1–0 | THA Tailândia V 4–1  | BUL Bulgária D 1–2   | 2º (Gr. D) Q    | HUN Hungria D 0–1    | Não avançou          | Não avançou          | =5º   | [ 13 ] |

Equipe
- Alberto López
- Antonio García
- Armando Melgar Nelson
- Armando Melgar Retolaza
- Carlos Valdez
- David Stokes
- Edgar Chacón
- Horacio Hasse
- Hugo Montoya
- Hugo Peña
- Hugo Torres
- Ignacio González
- Jeron Slusher
- Jorge Roldán
- Julio Rodolfo García
- Llijon León
- Luis Villavicencio
- Ricardo Clark
- Roberto Camposeco

### Halterofilismo
Masculino
| Atleta               | Evento | Desenvolvimento | Desenvolvimento | Arranco | Arranco | Arremesso | Arremesso | Total | Pos. | Ref.   |
| Atleta               | Evento | Result.         | Pos.            | Result. | Pos.    | Result.   | Pos.      | Total | Pos. | Ref.   |
| -------------------- | ------ | --------------- | --------------- | ------- | ------- | --------- | --------- | ----- | ---- | ------ |
| Francisco Echeverría | –60 kg | 87,5            | 21º             | 77,5    | 21º     | 112,5     | 20º       | 277,5 | 20º  | [ 14 ] |

### Lutas
Masculino
| Atleta                | Evento              | Fase 1                | Fase 2               | Fase 3               | Fase 4               | Fase 5               | Fase final           | Fase final  | Ref.   |
| Atleta                | Evento              | Adversário Resultado  | Adversário Resultado | Adversário Resultado | Adversário Resultado | Adversário Resultado | Adversário Resultado | Pos.        | Ref.   |
| --------------------- | ------------------- | --------------------- | -------------------- | -------------------- | -------------------- | -------------------- | -------------------- | ----------- | ------ |
| Gustavo Ramírez       | Greco-romana −52 kg | MEX Jiménez D F       | KOR Sin S-s D F      | Não avançou          | Não avançou          | Não avançou          | Não avançou          | Não avançou | [ 15 ] |
| Gustavo Ramírez       | Livre −52 kg        | PAN Castillo D F      | IND Kumar D F        | Não avançou          | Não avançou          | Não avançou          | Não avançou          | Não avançou | [ 16 ] |
| Javier Raxón          | Greco-romana −57 kg | FIN Björlin D F       | GRE Moskhidis D F    | Não avançou          | Não avançou          | Não avançou          | Não avançou          | Não avançou | [ 17 ] |
| Javier Raxón          | Livre −57 kg        | IRI Talebi D SUP      | USA Behm D F         | Não avançou          | Não avançou          | Não avançou          | Não avançou          | Não avançou | [ 18 ] |
| José Luis García      | Greco-romana −63 kg | TCH Švec D F          | JPN Fujimoto D F     | Não avançou          | Não avançou          | Não avançou          | Não avançou          | Não avançou | [ 19 ] |
| José Luis García      | Livre −63 kg        | IRQ Al-Karaghouli D F | GRE Karypidis D F    | Não avançou          | Não avançou          | Não avançou          | Não avançou          | Não avançou | [ 20 ] |
| Ángel Aldama          | Greco-romana −70 kg | KOR Seo H-g D F       | CAN Garvie D F       | Não avançou          | Não avançou          | Não avançou          | Não avançou          | Não avançou | [ 21 ] |
| Ángel Aldama          | Livre −70 kg        | IND Chand D F         | GBR Till D F         | Não avançou          | Não avançou          | Não avançou          | Não avançou          | Não avançou | [ 22 ] |
| José Manuel Hernández | Greco-romana −87 kg | BUL Krumov D F        | NOR Øverby D F       | Não avançou          | Não avançou          | Não avançou          | Não avançou          | Não avançou | [ 23 ] |
| José Manuel Hernández | Livre −87 kg        | TUR Gürsoy D F        | GDR Döring D F       | Não avançou          | Não avançou          | Não avançou          | Não avançou          | Não avançou | [ 24 ] |

### Natação
Masculino
| Atleta           | Evento          | Eliminatórias | Eliminatórias | Semifinal   | Semifinal   | Final       | Final       | Ref.   |
| Atleta           | Evento          | Tempo         | Pos.          | Tempo       | Pos.        | Tempo       | Pos.        | Ref.   |
| ---------------- | --------------- | ------------- | ------------- | ----------- | ----------- | ----------- | ----------- | ------ |
| Ramiro Benavides | 200 m livre     | 2:11.7        | 47º           | —           | —           | Não avançou | Não avançou | [ 25 ] |
| Ramiro Benavides | 100 m borboleta | 1:03.1        | 39º           | Não avançou | Não avançou | Não avançou | Não avançou | [ 26 ] |
| Ramiro Benavides | 200 m borboleta | 2:24.3        | 28º           | —           | —           | Não avançou | Não avançou | [ 27 ] |
| Antonio Cruz     | 100 m costas    | 1:11.8        | 35º           | Não avançou | Não avançou | Não avançou | Não avançou | [ 28 ] |
| Antonio Cruz     | 200 m costas    | 2:36.3        | 28º           | —           | —           | Não avançou | Não avançou | [ 29 ] |
| Antonio Cruz     | 400 m medley    | 5:31.1        | 33º           | —           | —           | Não avançou | Não avançou | [ 30 ] |

Feminino
| Atleta           | Evento       | Eliminatórias | Eliminatórias | Semifinal   | Semifinal   | Final       | Final       | Ref.   |
| Atleta           | Evento       | Tempo         | Pos.          | Tempo       | Pos.        | Tempo       | Pos.        | Ref.   |
| ---------------- | ------------ | ------------- | ------------- | ----------- | ----------- | ----------- | ----------- | ------ |
| Silvana Asturias | 100 m livre  | 1:10.3        | 56º           | Não avançou | Não avançou | Não avançou | Não avançou | [ 31 ] |
| Silvana Asturias | 200 m livre  | 2:30.7        | 36º           | —           | —           | Não avançou | Não avançou | [ 32 ] |
| Silvana Asturias | 400 m livre  | 5:25.6        | 27º           | —           | —           | Não avançou | Não avançou | [ 33 ] |
| Silvana Asturias | 800 m livre  | 11:12.5       | 25º           | —           | —           | Não avançou | Não avançou | [ 34 ] |
| Silvana Asturias | 200 m costas | DNS           | DNS           | —           | —           | Não avançou | Não avançou | [ 35 ] |

### Tiro
| Atleta             | Evento                    | Final  | Final | Ref.   |
| Atleta             | Evento                    | Pontos | Pos.  | Ref.   |
| ------------------ | ------------------------- | ------ | ----- | ------ |
| Fernando Samoya    | Tiro rápido 25 m          | 579    | 29º   | [ 36 ] |
| Víctor Castellanos | Tiro rápido 25 m          | 578    | 33º   | [ 36 ] |
| Gerardo Castañeda  | Pistola livre 50 m        | 537    | 39º   | [ 37 ] |
| Francisco Sandoval | Pistola livre 50 m        | 519    | 59º   | [ 37 ] |
| José Marroquín     | Carabina 3 posições 300 m | 1027   | 29º   | [ 38 ] |
| Felipe Ortiz       | Carabina 3 posições 300 m | 1023   | 30º   | [ 38 ] |
| Leonel Fernández   | Carabina 3 posições 50 m  | 1068   | 56º   | [ 39 ] |
| Otto Brolo         | Carabina 3 posições 50 m  | 1092   | 53º   | [ 39 ] |
| Otto Brolo         | Carabina deitado 50 m     | 580    | 78º   | [ 40 ] |
| Pablo Sittler      | Carabina deitado 50 m     | 579    | 79º   | [ 40 ] |

Legenda
| Recorde mundial      | Recorde mundial (World record)               |                       | Recorde africano                      | Recorde africano (African) |                                           | Q | Classificado por posição (Qualified) |
| Recorde olímpico     | Recorde olímpico (Olympic record)            | Recorde da América    | Recorde da América (Americas)         | q                          | Classificado por melhor tempo (Qualified) |   |                                      |
| Melhor marca do ano  | Melhor marca do ano (World leading)          | Recorde asiático      | Recorde asiático (Asian)              | DNS                        | Não largou (Did not start)                |   |                                      |
| Recorde nacional     | Recorde nacional (National record)           | Recorde europeu       | Recorde europeu (European)            | DNF                        | Não terminou (Did not finish)             |   |                                      |
| Recorde pessoal      | Recorde pessoal do atleta (Personal best)    | Recorde da Oceania    | Recorde da Oceania (Oceania)          | DSQ / DQ                   | Desclassificado (Disqualified)            |   |                                      |
| Recorde da temporada | Recorde da temporada do atleta (Season best) | Recorde sul-americano | Recorde sul-americano (South America) | NM                         | Sem marca (No mark)                       |   |                                      |